# 프랑크 밀
프랑크 밀(독일어: Frank Mill, 1958년 7월 23일~2025년 8월 5일)은 독일의 축구 선수로 포지션은 공격수이다. 분데스리가의 보루시아 묀헨글라트바흐와 보루시아 도르트문트에서 활약했으며, 서독 축구 대표팀의 일원으로 1990년 FIFA 월드컵에서 우승을 차지했다.